# Kardynałowie z nominacji Innocentego XIII
Papież Innocenty XIII (1721–1724) mianował trzech nowych kardynałów na dwóch konsystorzach:

## Konsystorz 16 czerwca 1721
1. Bernardo Maria Conti OSBCas, brat papieża – kardynał prezbiter S. Bernardo alle Terme (tytuł nadany 16 lipca 1721), zm. 23 kwietnia 1730

## Konsystorz 16 lipca 1721
1. Guillaume Dubois, arcybiskup Cambrai – kardynał prezbiter bez tytułu, zm. 10 sierpnia 1723
2. Alessandro Albani, kleryk Kamery Apostolskiego, bratanek Klemensa XI – kardynał diakon S. Adriano (tytuł nadany 24 września 1721), następnie kardynał diakon S. Maria in Cosmedin (23 września 1722), kardynał diakon S. Agata in Suburra (7 sierpnia 1741), kardynał diakon S. Maria ad martyres (11 marca 1743), kardynał diakon S. Maria in Via Lata (10 kwietnia 1747), zm. 11 grudnia 1779